# 툼레이더 (2013년 비디오 게임)
《툼레이더》는 크리스탈 다이나믹스 개발에 스퀘어 에닉스 배급의 액션 어드벤처 비디오 게임이다. 《툼레이더》 프렌타이즈의 열 번째 작품이며 라라 크로프트의 기원 재설정에 역점을 둔 리부트로 기능한다. 툼레이더는 2013년 3월 5일 마이크로소프트 윈도우, 플레이스테이션 3, 엑스박스 360으로 선행 발매 이후 2014년 1월 23일 OS X로, 2016년 4월 27일 리눅스로 발매되었다.
크리스탈 다이나믹스는 2008년 《툼레이더: 언더월드》 발매 이후에 《툼레이더》의 개발을 시작했다. 속편으로 하기보다, 팀은 시리즈를 리부트하기로 결정, 《툼레이더: 레전드》 이후 두 번째로 라라 크로프트의 기원 수립에 돌입했다. 《툼레이더》는 섬 야마타이를 무대로 하며, 시리즈의 다른 작품과는 다르게 아직 검증되지 않았고 싸움도 별로 익숙치 않은 탐험가 라라는 이곳에서 악의로 가득찬 종교집단의 사냥을 피해 친구들을 구하고 탈출해야만 한다. 게임플레이는 생존에 좀 더 치중하고 있는데, 섬과 다양한 부가적 유적지를 탐험하다 보면 탐사 역시 활용해야 한다. 본 게임은 시리즈 최초로 멀티플레이를 도입한 게임이자 시리즈 최초로 2009년 아이도스 인터랙티브 인수 이후 스퀘어 에닉스에서 배급한 게임이다. 2010년 키레이 하웨스를 대신해 커밀라 러딩턴이 라라 크로프트의 음성 및 연기를 맡기로 발표되었다.
2012년 말에서 2013년 3월로 발매 지연된 이후 《툼레이더》는 기대를 한몸에 받았고 대대적인 홍보가 진행되었다. 발매 이후 게임의 평가는 긍정적으로, 평론가는 그래픽, 게임플레이, 러딩턴의 라라 연기, 라라의 성격 및 개발에서 호평을 했는데, 반면에 추가 멀티플레이어 모드는 별 좋은 평가를 못 받았고 일부 평론가는 내러티브와 게임플레이 중의 플레이어 행동의 간극을 꼬집었다. 《툼레이더》는 발매 이후 48시간 내 1백만 장 판매를 돌파했고, 2015년 4월까지 850만장 이상이 팔렸다. 이 수치로서 《툼레이더》 작품 중 가장 많이 팔린 작품으로 기록되었다. 개선된 버전인 《툼레이더: 최종판》이 2014년 1월 28일 북미에서, 2014년 1월 31일 유럽에서 플레이스테이션 4 및 엑스박스 원으로 모든 추가요소 및 DLC를 포함한 채로 발매되었다. 속편 라이즈 오브 더 툼레이더는 2015년 11월 발매되었다.

## 줄거리
주인공 라라 크로프트는 여성 탐험가이다. 그녀는 일행과 함께 용의 삼각지대를 탐사하다 폭풍우로 인해 어느 섬에 가게 된다. 그 섬에는 알 수 없는 일이 일어나고 있었다.

## 평가
| 평가 |                                                                   |
| --- | ----------------------------------------------------------------- |
| 통합 점수 통합사 점수 메타크리틱 (PS3) 87/100 [ 4 ] (X360) 86/100 [ 5 ] (PC) 86/100 [ 6 ] (XONE) 86/100 [ 7 ] (PS4) 85/100 [ 8 ] 평론 점수 평론사 점수 유로게이머 8/10 [ 9 ] 패미츠 38/40 [ 10 ] 게임 인포머 9.25/10 [ 11 ] 게임스팟 8.5/10 [ 12 ] 게임스레이더+ [ 13 ] 게임트레일러스 8.5/10 [ 14 ] 게임존 9/10 [ 15 ] IGN 9.1/10 [ 16 ] Joystiq [ 17 ] OPM (UK) 8/10 [ 18 ] Digital Spy [ 19 ] The Guardian [ 20 ] |                                                                   |
| 통합 점수 |                                                                   |
| 통합사 | 점수                                                              |
| 메타크리틱 | (PS3) 87/100 (X360) 86/100 (PC) 86/100 (XONE) 86/100 (PS4) 85/100 |
| 평론 점수 |                                                                   |
| 평론사 | 점수                                                              |
| 유로게이머 | 8/10                                                              |
| 패미츠 | 38/40                                                             |
| 게임 인포머 | 9.25/10                                                           |
| 게임스팟 | 8.5/10                                                            |
| 게임스레이더+ | [ 13 ]                                                            |
| 게임트레일러스 | 8.5/10                                                            |
| 게임존 | 9/10                                                              |
| IGN | 9.1/10                                                            |
| Joystiq | [ 17 ]                                                            |
| OPM (UK) | 8/10                                                              |
| Digital Spy | [ 19 ]                                                            |
| The Guardian | [ 20 ]                                                            |